# Inchcape
Inchcape neboli Bell Rock je útes asi 18 km od východního pobřeží skotského Angus v zálivu Firth of Tay, poblíž Dundee a Fife, na kterém stojí maják Bell Rock. Název Inchcape pochází ze skotské gaelštiny Innis Sgeap, což znamená Beehive isle (ostrov (včelích) úlů), pravděpodobně přirovnávající tvar útesu ke starým skeletovým úlům. Podle legendy, pravděpodobně lidové etymologie, je alternativní název Bell Rock (Zvonová skála) odvozen od pokusu opata z Arbroathu (Aberbrothock) ze 14. století instalovat na útesu výstražný zvon; zvon odstranil holandský pirát, který o rok později na útesech zahynul, tento příběh je zvěčněný v básni The Inchcape Rock z roku 1802 od básníka Roberta Southeye.
Hlavní nebezpečí, které útes představuje pro lodní dopravu, spočívá v tom, že jen jeho poměrně malá část je nad vodou, ale velká část okolí je extrémně mělká a nebezpečná.
Skála se objevila v televizním seriálu BBC Sedm divů průmyslového světa, který vyprávěl o stavbě majáku Bell Rock. Práce byly zahájeny v roce 1807 a z velké části dokončeny v roce 1810.

## Geologie
Inchcape je tvořen starým červeným pískovcem, který je odhalen v nedalekých pobřežních oblastech a z něhož je postaveno opatství Arbroath Abbey. Hlavní těleso skály je dlouhé asi 130 m a široké 70 m, ale jeho jihozápadní část se táhne ještě asi 300 m. Robert Stevenson, inženýr, který maják na skále navrhl a postavil, odhadl, že "největší délka Bell Rocku, o níž lze říci, že je nebezpečná pro lodní dopravu, je tedy asi 435 m a její největší šířka je asi 91,4 m".